# Tsung-Dao Lee
Tsung-Dao Lee (T. D. Lee, 李政道 Pinyin: Lǐ Zhèngdào) (Shanghai, 24 novembre 1926 – San Francisco, 4 agosto 2024) è stato un fisico cinese naturalizzato statunitense, vincitore nel 1957, all'età di 30 anni, del Premio Nobel per la Fisica con Chen Ning Yang per il loro lavoro sulla violazione della legge di parità nelle interazioni deboli, che Chien-Shiung Wu dimostrò sperimentalmente dal 1956 al 1957, con il suo Esperimento di Wu.
Divenne inoltre noto per il suo lavoro sulla violazione della parità fisica, il teorema di Lee-Yang, la fisica delle particelle, la fisica relativistica degli ioni pesanti (RHIC), i solitoni non topologici e le stelle solitoniche. Fu professore universitario emerito alla Columbia University di New York, dove insegnò dal 1953 fino al suo pensionamento nel 2012.
Detentore del primato di più giovane premio Nobel nel campo della scienza dopo la seconda guerra mondiale, Lee divenne il terzo premio Nobel per le scienze più giovane della storia dopo William L. Bragg (che vinse il premio a 25 anni con il padre William H. Bragg nel 1915) e Werner Heisenberg (che vinse nel 1932 anche lui a 30 anni). Lee e Yang furono i primi vincitori cinesi. 

## Biografia
Tsung-Dao Lee nacque e visse a Shanghai, in Cina, con la casa ancestrale nella vicina Suzhou. Suo padre, Chun-kang Lee (李駿康; Lǐ Jùn-kāng), uno dei primi laureati dell'Università di Nanchino, fu un industriale chimico e commerciante che venne coinvolto nello sviluppo iniziale della Cina dei moderni fertilizzanti sintetizzati. Il nonno di Lee, Chong-tan Lee (李仲覃; Lǐ Zhòng-tán), fu il primo pastore episcopale metodista cinese della chiesa di San Giovanni a Suzhou (蘇州聖約翰堂).
Lee ebbe quattro fratelli e una sorella. La madre di Lee, Ming-Chang Chang, e il fratello Robert C. T. (che divenne un educatore) si trasferirono a Taiwan negli anni '50. Lee giunse negli Stati Uniti d'America nel 1946, dove ottenne il Ph.D. in fisica teorica lavorando con Enrico Fermi. Lavorò nel campo della fisica delle alte energie e della meccanica statistica. 
Lee studiò a Shanghai (High School Affiliated to Soochow University, 東吳大學附屬中學) e Jiangxi (Jiangxi Joint High School, 江西聯合中學). A causa della seconda guerra sino-giapponese, l'istruzione superiore di Lee fu interrotta, quindi non ottenne il diploma. Ciononostante, nel 1943, Lee fece domanda e fu ammesso all'Università Nazionale Chekiang (ora Università di Zhejiang). Inizialmente, Lee si iscrisse come studente al Dipartimento di Ingegneria Chimica ma il suo interesse per la fisica crebbe rapidamente. Diversi professori di fisica, tra cui Shu Xingbei e Wang Ganchang, guidarono in gran parte Lee, che presto si trasferì al Dipartimento di Fisica dell'Università Nazionale Che Kiang, dove studiò nel 1943-1944. 
Tuttavia, in seguito ad un'ulteriore invasione giapponese, nel 1945 Lee frequentò la National Southwestern Associated University di Kunming, dove studiò con il professor Wu Ta-You.

### Morte
Tsung-Dao Lee morì a San Francisco il 4 agosto 2024, all'età di 97 anni.

## Vita privata
Lee e Jeannette Hui-Chun Chin si sposarono nel 1950 ed ebbero due figli: James Lee (cinese: 李中清; pinyin: Lǐ Zhōngqīng) e Stephen Lee (cinese: 李中汉; pinyin: Lǐ Zhōnghàn). Sua moglie morì nel 1996.
Cattolico, progettò una statua bronzea di Galileo Galilei, alta 5 metri, che nel 2010 fu collocata presso la Santa Maria degli Angeli in Roma.

## Opere

### Libri
- 1981 - Fisica delle particelle e introduzione alla teoria dei campi, Newark: Editori accademici di Harwood. ISBN 978-3-7186-0032-8.
- 1986 - (insieme a Feinberg, G) Documenti selezionati, volumi 13, Boston; Basilea; Stoccarda: Birkhäuser. ISBN 978-0-8176-3344-8.
- 1988 - Trent'anni dalla non conservazione della parità, Boston; Basilea; Stoccarda: Birkhäuser. ISBN 978-0-8176-3375-2.
- 1988 - Simmetrie, asimmetrie e il mondo delle particelle, Seattle: Università di Washington Press. ISBN 978-0-295-96519-2.
- 1998 - (insieme a Pang, Y), Selected Papers, 1985-1996. Amsterdam: Gordon e Breach. ISBN 978-90-5699-609-3.
- 2000 - Scienza e Arte, Shanghai: Editore scientifico e tecnico di Shanghai. ISBN 978-7-5323-5609-6.
- 2002 - La sfida della fisica, Pechino: Editore di economia cinese. ISBN 978-7-5017-5622-3.
- 2004 - (insieme a Cheng, Ji; Huaizu, Liu; Li, Teng), Risposta alla controversia sulla scoperta della violazione della parità (in cinese), Lanzhou, Gansu: Casa editrice di scienza e tecnologia del Gansu. ISBN 978-7-5424-0929-4.